# Mohammed Ali Jinnah
Mohammed Ali Jinnah (Karachi, 25 december 1876 – aldaar, 11 september 1948) was een Pakistaans politicus.
Hij geldt als de grondlegger van Pakistan en was de eerste gouverneur van het land (van 1947 tot 1948). In Pakistan duidt men hem vaak aan met de naam Quaid-e-Azam, ofwel Grote Leider.

## Levensbeschrijving
Op 16-jarige leeftijd ging Jinnah naar Engeland om een opleiding in de rechten te volgen. Twee jaar later studeerde hij af, waarna hij terugkeerde naar huis. Hij vestigde zich in Bombay als advocaat, na een korte tussenstop in Karachi. Na een wat moeizaam begin van zijn praktijk raakte hij al snel bekend als een zeer goede advocaat. Hij werd vervolgens ook actief in de politiek. Zo was hij de assistent van Dadabhai Naoroji, het eerste Aziatische lid van het House of Commons.
In 1909 werd Jinnah gekozen om plaats te nemen in de Imperial Legislative Council: de volksvertegenwoordiging die door de Britten was toegestaan. Als protest tegen de Rowlatt Act legde hij die functie in 1918 weer neer. Intussen was hij in 1913 gekozen als voorzitter van de Moslimliga, terwijl hij ook lid was van de Indische Congrespartij. Doordat hij bij beide betrokken was, kon hij zich inzetten voor overeenstemming tussen de hindoes en de moslims in het land. Als ambassadeur voor de hindoe-moslim eenheid werd hij in beide partijen gewaardeerd. Op initiatief van Jinnah vond er in november 1916 te Calcutta een overleg plaats tussen afgevaardigden van beide partijen. Dit resulteerde in het Lucknov Pact, waarin besloten werd tot samenwerking tussen de twee partijen.
In 1920 brak Jinnah met de Congrespartij, onder meer vanwege de politiek van burgerlijke ongehoorzaamheid tegen de Britten die door Mahatma Gandhi werd gevoerd. Hij had echter nog steeds de ambitie om hindoes en moslims nader tot elkaar te brengen, en stelde in 1929 daarom een 14 punten omvattend voorstel tot een compromis voor. Tussen 1930 en 1932 nam hij deel aan drie rondetafelconferenties in Londen. Zijn pogingen om de groepen nader tot elkaar te brengen bleken daar echter vergeefs, en uit teleurstelling bleef hij in Londen om zich daar als advocaat te vestigen. Pas in 1934 keerde hij naar India terug, om wederom voorzitter van de Moslimliga te worden. Die functie bleef hij tot zijn dood in 1948 vervullen.
Na de verkiezingen van 1937 verbrak de Congrespartij het Lucknovpact. De Congrespartij won namelijk in zeven van de elf provincies, en wilde niet meer samenwerken met de Moslimliga. Een breuk tussen hindoes en moslims was onvermijdelijk geworden. Op 23 maart 1940 kondigde de Moslim Liga onder leiding van Jinnah de Pakistanresolutie af, waarin een onafhankelijke staat voor de Indiase moslims werd geëist.
In 1946 accepteerde Jinnah het Britse Cabinet Mission Plan, waardoor de moslims grotere zelfstandigheid binnen een ongedeeld India zouden krijgen. De Congrespartij trok de instemming met het plan echter in, waardoor het niet kon worden uitgevoerd. Daarop riep Jinnah 16 augustus 1946 uit tot "Dag van directe actie", hetgeen leidde tot heftige botsingen tussen hindoes en moslims. Brandpunt was de stad Calcutta, waar meer dan 4000 doden vielen en vele duizenden dakloos werden.
Op 14 augustus 1947, klokslag 12 uur werd de onafhankelijkheid van Pakistan uitgeroepen. Jinnah werd de eerste leider van dat land, dat wel nog onder Brits toezicht bleef staan tot 1956 als het Dominion van Pakistan.

## verder lezen
- Mustafa Kamal vs Muhammed Ali Jinnah. Khan, Umair (historian). Author of SECULAR MUSLIM: Jinnah, His Politics And Pakistan. Gearchiveerd op 5 april 2025.
- Busted: Myths About Quaid-e-Azam Jinnah. Yasser Latif Hamdani. Naya Duar (14 August 2021). Gearchiveerd op 2 juli 2023.  (English)